# Irwin Rose
Irwin A. Rose (sinh ngày 16.7.1926) là nhà sinh học người Mỹ, đã đoạt Giải Nobel Hóa học năm 2004 chung với Aaron Ciechanover và Avram Hershko, cho công trình phát hiện ra sự thoái hóa protein do trung gian của ubiquitin.

## Cuộc đời và Sự nghiệp
Rose học ở Đại học bang Washington một năm, rồi nhập ngũ, phục vụ trong binh chủng Hải quân Hoa Kỳ trong Thế chiến thứ hai. Sau chiến tranh, ông trở về học ở Đại học Chicago, đậu bằng cử nhân khoa học năm 1948 và bằng tiến sĩ hóa sinh năm 1952. Gần đây, ông là giáo sư lỗi lạc ở "Phân khoa Sinh lý học và Lý sinh" ở Trường Y học Irvine Đại học California.
Irwin đã hướng dẫn nhiều nghiên cứu sinh hậu tiến sĩ ở Trung tâm Ung thư Fox Chase tại Philadelphia, trong đó có Art Haas, Keith Wilkinson, và Cecile Pickart, nhà enzym học nổi tiếng thế giới.

## Xuất bản phẩm
- Hershko, A., Ciechanover, A., and Rose, I.A. (1979) "Resolution of the ATP-dependent proteolytic system from reticulocytes: A component that interacts with ATP". Proc. Natl. Acad. Sci. USA 76, pp. 3107–3110.
- Hershko, A., Ciechanover, A., Heller, H., Haas, A.L., and Rose I.A. (1980) "Proposed role of ATP in protein breakdown: Conjugation of proteins with multiple chains of the polypeptide of ATP-dependent proteolysis". Proc. Natl. Acad. Sci. USA 77, pp. 1783–1786.